# Ludvigsbergs herrgård

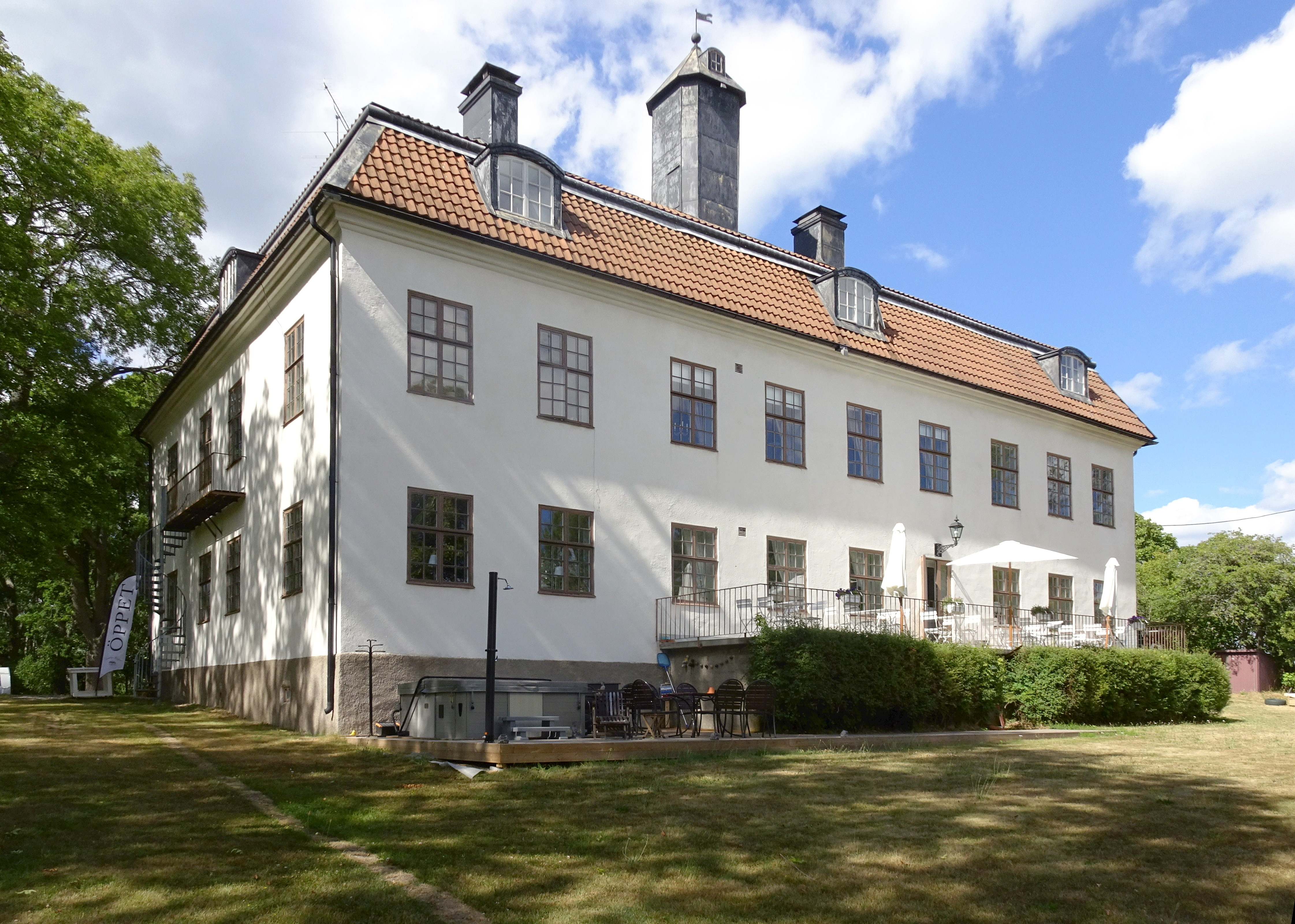
Ludvigsbergs herrgård, 2017.

Ludvigsberg är en herrgård från 1776 belägen på Muskö i Muskö socken, Haninge kommun. Idag har herrgården med omgivande park blivit en konferensanläggning med restaurang och café.

## Historik

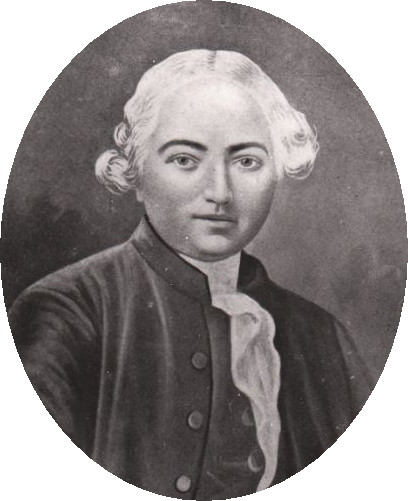
Byggherren Levin.

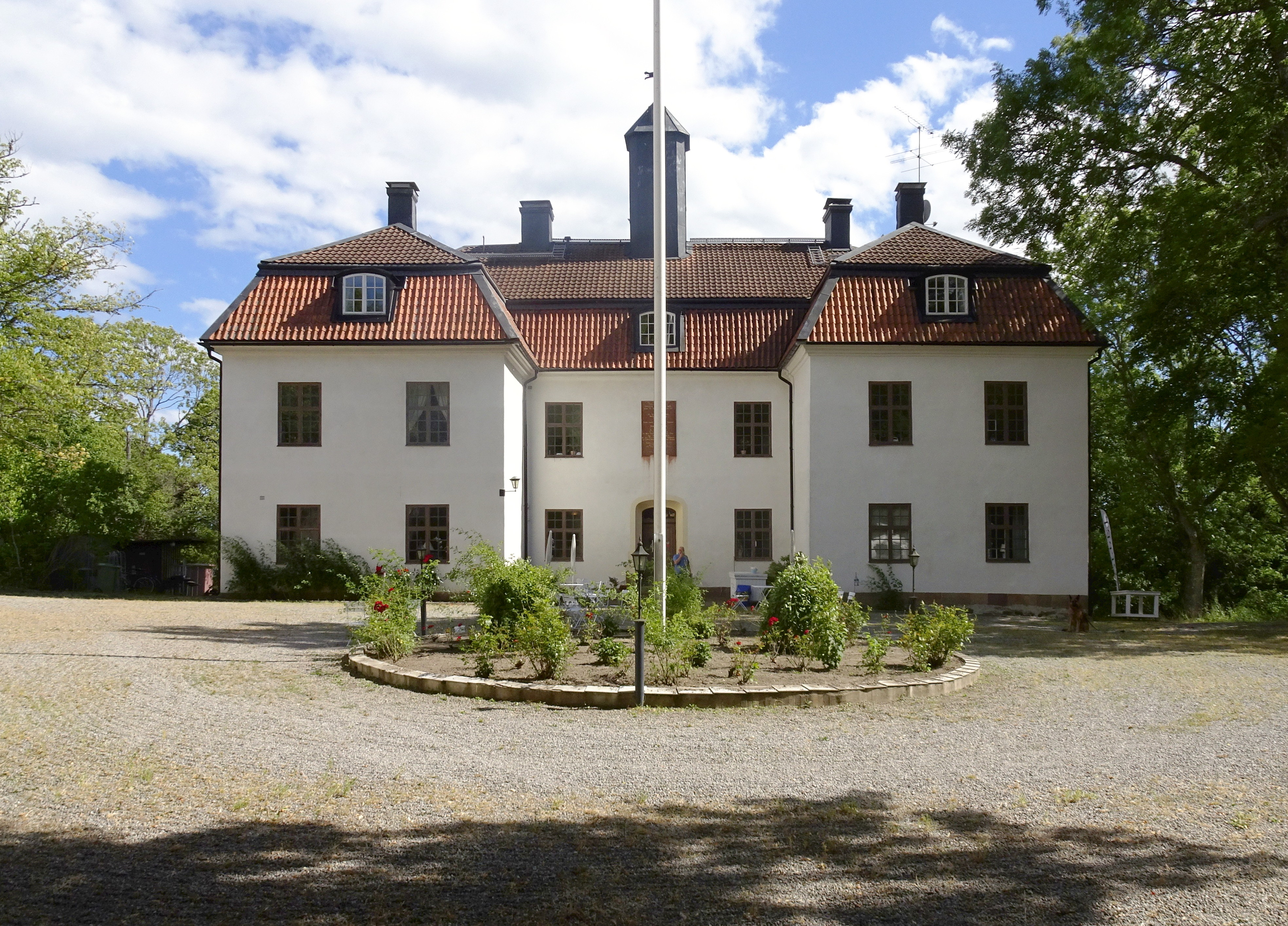
Fasad mot gården, 2017.

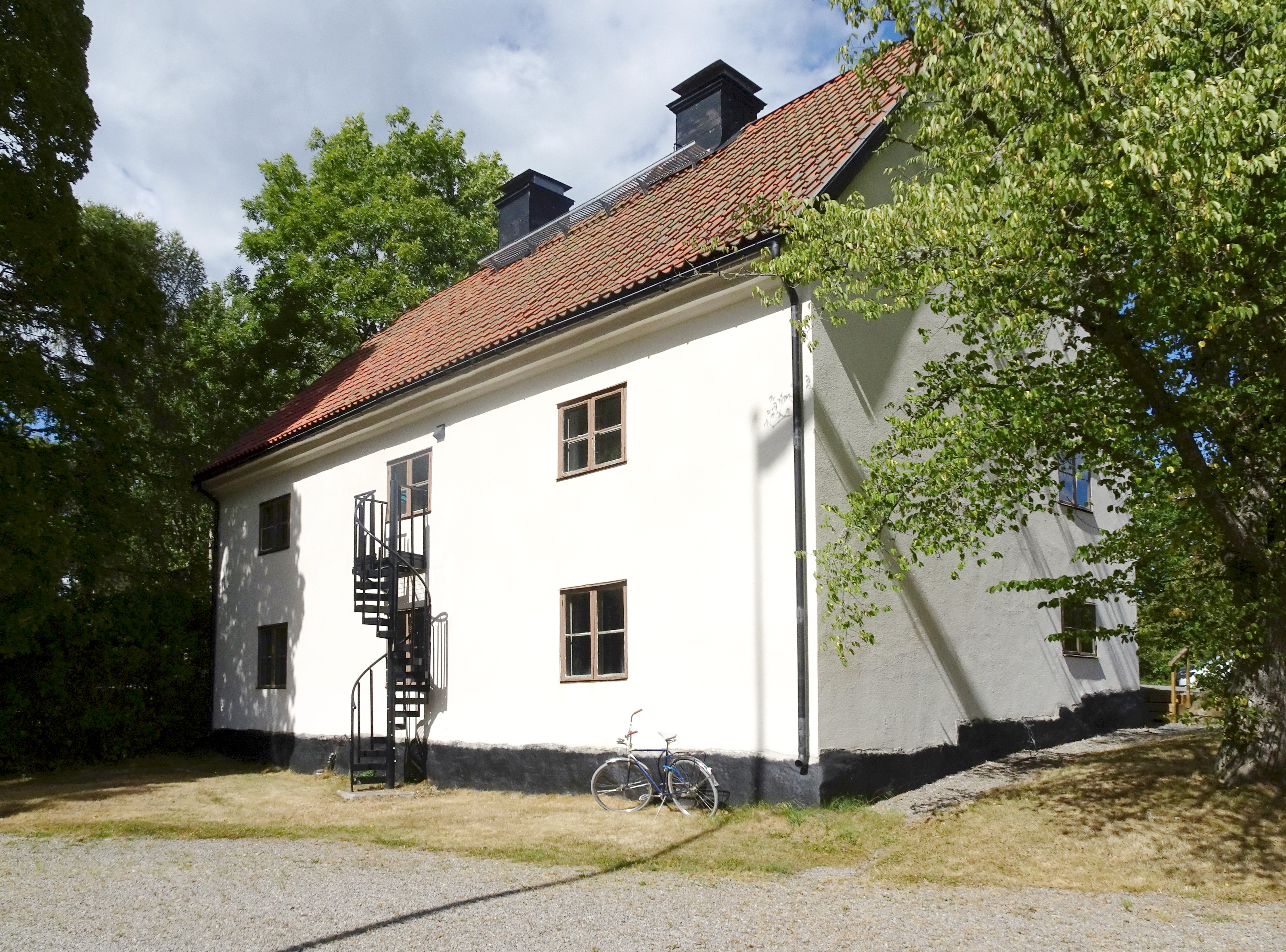
Norra flygeln, 2017.

Handelsmannen och godsägaren Adolf Ludvig Levin som 1769 inköpte godset Herrö på Herrön och Arbottna säteri på Muskö lät några år senare bygga Ludvigsbergs herrgård som han uppkallade efter sitt andra förnamn. Hur Levin kom över egendomen på Muskö är inte helt klarlagd. Enligt en version skulle han varit drottning Lovisa Ulrikas gunstling, och att hennes gemål, kung Adolf Fredrik, gav Levin marken på Muskö. En annan teori menar att den förmögne möbelhandlaren Levin förvärvade Muskös södra del av en spegelfabrikör och sedan utökade egendomen genom att bit för bit uppköpa även den norra delen av ön. 
Huvudbyggnaden på Ludvigsberg lät Levin uppföra i tidstypisk gustaviansk stil och stod färdig år 1782. Arkitekten är okänd men mycket i exteriören påminner om det tjugo år äldre Edsbergs slott, som förmodas haft Jean Eric Rehn som upphovsman. Huset har två våningar, uppförda i sten. Säteritaket kröns av ett torn som ursprungligen innehöll ett tornur med slagverk. Mot entrésidan (gården) anordnades två korta, med huvudbyggnaden sammanbyggda flyglar. Det fanns även två fristående flyglar där den norra är fortfarande bevarad. I trädgården västerut låg en trädgårdsmästarbostad och ett bränneri. Samtidigt med huvudbyggnaden uppfördes även några ekonomibyggnader. Invigningen skedde i samband med Levins silverbröllop den 13 juli 1783. På 1780-talet var Carl Michael Bellman en av de gäster som "drack brunn" på Ludvigsberg.

## Minnestavla
På husets fasad finns en minnetavla som berättar om gårdens tillkomst. Inskriptionen lyder:

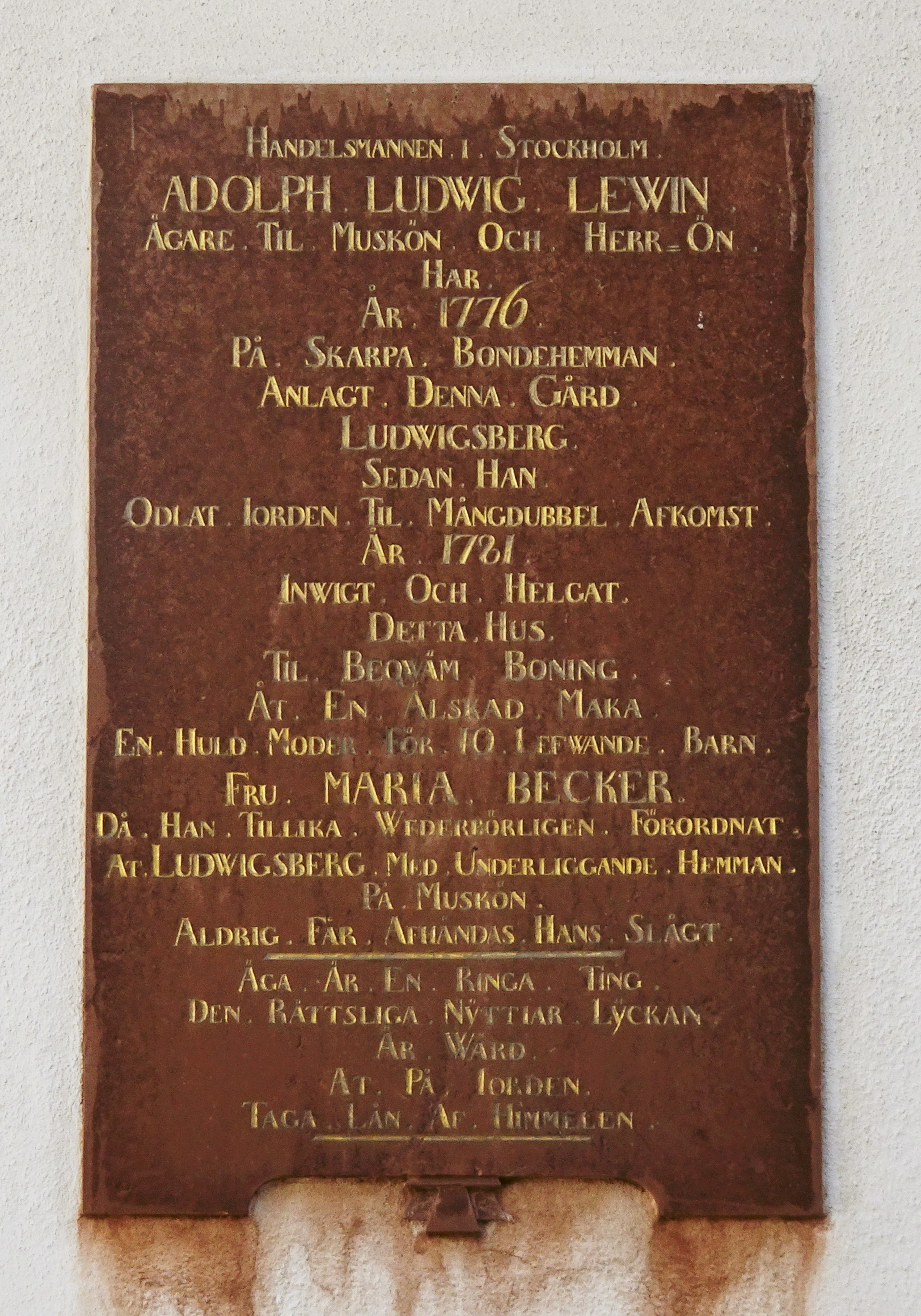
Minnestavlan.

| ” | HANDELSMANNEN I STOCKHOLM ADOLPH LUDWIG LEWIN ÄGARE TILL MUSKÖN OCH HERR=ÖN HAR ÅR 1776 PÅ SKARPA BONDEHEMMAN ANLAGD DENNA GÅRD LUDWIGSBERG SEAN HAN ODLAT IORDEN TIL MÅNGDUBBEL AFKOMST ÅR 1781 INWIGT OCH HELGAT DETTA HUS TIL BEQWÄM BONING ÅT EN ÄLSKAD MAKA EN HULD MODER FÖR 10 LEFWANDE BARN FRU MARIA BECKER DÅ HAN TILLIKA WEDERBÖRLIGEN FÖRORDNAT AT LUDWIGSGERG MED UNDERLIGGANDE HEMMAN PÅ MUSKÖ ALDRIG FÅR AFHÄNDAS HANS SLÄGT ÄRA ÄR EN RINGA TING DEN RÄTTSLIGA NYTTIAR LYCKAN ÄR WÄRD AT PÅ IORDEN TAGA LÅN AF HIMMELEN | „ |

## Gårdens vidare öden
Gården var i släktens ägo ända fram till 1917. Av ekonomiska skäl tvingades man dock att arrendera ut huset från 1870-talet. Under 1900-talet har Ludvigsberg haft en lång rad olika ägare. Från att ha ägts av ett företag, drevs det som ett sommarpensionat av en privatperson på 1940-talet, därefter köpte staten huset, vilket arrenderades ut till svenska kyrkan från mitten på 1960-talet. Under 1980 och 1990-talet inhyste byggnaden konferensanläggning som drevs i privat regi. 
Herrgården var i mars 2014 utbjuden till försäljning för 15,5 miljoner kronor. Då hade fastigheten 29 rum på en boyta av 1 150 m² och en tomt om 1,1 hektar. År 2015 såldes herrgården på exekutiv auktion. Priset blev 9,5 miljoner kronor. Köparen var en privatperson. Kort därefter var gården åter till salu. Idag finns restaurang och café samt en konferensanläggning i huset som drivs sedan våren 2015 av Urban Larsson och Per Lännholm.